# International Football Association Board
L'International Football Association Board (IFAB) è un organo internazionale (un'associazione di diritto svizzero), istituito a Londra nel 1886, che è composto di soli otto membri, indipendente dalla FIFA (dal gennaio 2014) e dalle quattro Federazioni britanniche che la compongono (inglese, scozzese, gallese e nord-irlandese). L'IFAB ha il potere di stabilire qualsiasi modifica e innovazione delle regole del gioco del calcio a livello internazionale e nazionale, vincolando alla loro osservanza tutte le federazioni, organizzazioni e associazioni calcistiche, che svolgono il calcio a livello professionale e dilettantistico, escluso il solo livello amatoriale.

## Soggetti tenuti ad applicare il regolamento dell'IFAB
Gli otto membri che compongono l'IFAB detengono un potere unico e assoluto sulle regole del calcio, applicate negli stadi e sui campi dei cinque continenti.
Il testo unico del regolamento di gioco del calcio dell'IFAB è vincolante per gli arbitri, gli assistenti dell'arbitro, i calciatori, i dirigenti, sia per il calcio maschile sia per il calcio femminile.
Le regole calcistiche sono tassative in ogni nazione, e possono essere solo integrate a livello nazionale, senza essere modificate, relativamente alle gare fra calciatori di età inferiore ai 16 anni e alle squadre femminili relativamente ad aspetti sottili, quali le dimensioni del terreno di gioco, la circonferenza e materiale del pallone, le dimensioni delle porte, la durata dei periodi di giuoco, le sostituzioni. Per quanto riguarda l'Italia nessun'altra modifica - tranne le suddette - può essere apportata dalla FIGC senza l'autorizzazione dell'IFAB.

## L'origine dell'IFAB - 1882
Il 6 dicembre 1882 si svolse a Manchester una conferenza convocata per concordare regole comuni per gli incontri internazionali tra le federazioni calcistiche inglese, scozzese, gallese e irlandese (allora parte del Regno Unito), all'epoca le uniche federazioni nazionali calcistiche esistenti. La conferenza istituì il primo torneo internazionale da giocarsi secondo tali regole, il Torneo Interbritannico (British Home Championship), che tra alti e bassi durò un secolo dal 1884 al 1984, e propose la costituzione di un organismo regolatore permanente: l'IFAB. La prima riunione dell'IFAB, composto da un rappresentante per ciascuna delle quattro associazioni fondatrici, si tenne il 2 giugno 1886 a Londra, presso gli uffici dell'associazione inglese.

### Integrazione nella FIFA - 1904
Quando, nel 1904, nacque a Parigi la Fédération Internationale de Football Association (FIFA), il nuovo organismo di governo del calcio mondiale decise di adottare, quale regolamento internazionale di gioco, quello stabilito diciotto anni prima dall'IFAB. Nove anni dopo, nel 1913, grazie alla crescente diffusione del gioco del calcio in tutto il mondo, membri della FIFA furono ammessi nell'IFAB.

## Organizzazione dell'IFAB

### Composizione e membri dell'IFAB
L'attuale sistema di voto adottato dall'IFAB fu deciso nel 1958: l'organismo è composto da otto membri, quattro nominati dalla FIFA e quattro designati dalle federazioni calcistiche del Regno Unito (federazioni di Scozia, Galles, Inghilterra e Irlanda del Nord). Ciascun membro detiene un voto.

### Riunioni
L'IFAB si riunisce due volte all'anno, con due ordini del giorno separati:
- La riunione annuale sul tema delle regole calcistiche è chiamata ufficialmente Incontro Generale Annuale (AGM, Annual General Meeting), ma nel linguaggio giornalistico si usa dire semplicemente General Meeting dell'IFAB. Essa è destinata all'esame di nuove regole e all'eventuale revisione delle vigenti; e si tiene di norma in febbraio o marzo, in tempo per le competizioni internazionali di metà anno[6]
- Una seconda riunione annuale, chiamata Incontro Finanziario Annuale (AFM, Annual Financial Meeting) è dedicata agli affari interni, e si svolge di regola a settembre o ad ottobre[6]

#### Procedura per la modifica delle regole del calcio
Le modifiche delle regole del calcio vengono decise nel corso dell'Incontro Generale Annuale. Fino a quattro settimane prima della data della riunione, le federazioni inviano le proposte di modifica al segretario della propria associazione apicale, che le trasmette alla FIFA, che a sua volta le rende note all'IFAB e alle altre associazioni, distribuendo il documento che riassume tutte le proposte.

### Sistema di decisione
Ogni modifica o integrazione alla disciplina calcistica deve essere approvata con i 3/4 dei consensi, quindi con 6 voti su 8. Essendo la composizione dell'IFAB di 8 membri, di cui 4 designati dalla FIFA e 4 dalle federazioni britanniche (uno in rappresentanza di ognuna di esse), nessuna decisione di modifica del regolamento calcistico può essere adottata senza il placet della FIFA e di almeno 2 federazioni britanniche.

#### Critiche al sistema di decisione
Il sistema di votazione si presta molto alla critica, dal momento che la FIFA, pur essendo il massimo organismo internazionale per la gestione del gioco del calcio, non ha il potere di adottare alcuna modifica o innovazione alle regole, avendo bisogno del voto di almeno 2 delle 4 federazioni britanniche. L'IFAB è accusata di conservatorismo britannico, che non consente l'evoluzione delle regole del gioco a causa del veto che può essere interposto dalle federazioni britanniche, mentre importanti federazioni non hanno potere di voto e di decisione.

## Cronistoria delle decisioni dell'IFAB

### Modifiche ratificate
In ragione del sistema di decisione, è molto difficile apportare cambiamenti alle regole del calcio. Quelli approvati più significativi sono stati:
- Nel 1891 la IFAB introduce il calcio di rigore come massima punizione per sanzionare un fallo avvenuto nei pressi della porta[7]
- Nel 1892 fu introdotto il tempo di recupero, da utilizzare in caso di pause prolungate durante i novanta minuti, per permettere il termine di un'azione offensiva oppure per far battere un calcio di rigore[8]
- Nel 1902 si tracciano le linee costitutive dell'area di rigore e quella di porta (rispettivamente a 18 e 6 iarde dalla linea di fondo campo); inoltre si stabilisce la posizione del dischetto del rigore a 12 iarde dal centro della linea di porta[9]
- Durante l'inizio del Novecento si regolamentarono la dimensione, il peso, i materiali e la circonferenza dei palloni da calcio (che passarono nei decenni dal cuoio, alla gomma, fino al 100% sintetico)[10][11]
- Nel 1924 si consente il gol segnato direttamente da calcio d'angolo[7]
- Nel giugno del 1925 la modifica della regola del fuorigioco, che portò da tre a due il numero minimo di avversari (portiere compreso) tra l'attaccante e la linea di porta per non essere considerato in posizione irregolare[12][13] (tale modifica provocò un radicale cambio di tattica difensiva, dalla "Piramide" al "Sistema")[13]
- Nel 1966 l'introduzione delle sostituzioni "tattiche" (non esclusivamente al posto di un infortunato), in numero massimo di due, dopo il mondiale inglese[14]
- Nel 1970 furono ufficializzati i tempi supplementari e i tiri di rigore, a sostituire il lancio della monetina per decidere la squadra vincitrice di un incontro ad eliminazione diretta[15][16]
- Nel 1989 fu introdotto il ruolo del quarto ufficiale di gara, ovvero l'assistente dell'arbitro posto nei pressi delle panchine, il quale coadiuva la terna arbitrale[7]
- A partire dalla stagione 1992-1993, l'introduzione del divieto per il portiere di raccogliere con le mani il pallone passatogli intenzionalmente con i piedi da un compagno di squadra[17]
- Nel 1993 si ha la modifica del numero delle sostituzioni, fino a quel momento limitate a due, che furono portate a due più una per il portiere.[14][18] Quattro anni più tardi fu tolto il vincolo che una delle tre dovesse riguardare l'estremo difensore[14]
- Nel 1997 la regola che vieta al portiere di intervenire con le mani venne estesa al retropassaggio da fallo laterale[19]
- Nell'estate del 2004 l'abolizione definitiva da tutti i regolamenti calcistici sia del Golden goal sia del Silver goal, che erano stati introdotti rispettivamente nel 1996 dalla FIFA e nel 2002 dalla UEFA per i confronti nelle fasi ad eliminazione diretta di una competizione internazionale[20][21][22]
- Nel 2012 vengono assunte importanti decisioni per cercare di eliminare le situazioni di gol fantasma: viene infatti approvata la "tecnologia di porta" (in inglese Goal-line technology) per dirimere la questione della palla che entrando in porta varchi la linea completamente o meno;[23] contemporaneamente viene inserita nel regolamento anche la figura dell'arbitro addizionale d'area (detto anche giudice di porta), dopo una sperimentazione triennale (iniziata nella fase a gironi dell'Europa League 2009-2010); l'addizionale ha il compito di coadiuvare l'arbitro segnalando: quando il pallone oltrepassa interamente la linea di porta, a quale squadra spetta un calcio d’angolo o un calcio di rinvio, infrazioni durante l'esecuzione di un calcio di rigore, scorrettezze e infrazioni avvenute fuori dal campo visivo dell'arbitro o quando l'addizionale ha una visuale migliore.[24]
- Dal 2014 l'arbitro ha la possibilità di interrompere il gioco per una pausa (una sorta di time-out di due minuti per ogni tempo) per rinfrescarsi nel caso in cui la temperatura e l'umidità siano troppo elevate (in inglese cooling break).[7][25] Inoltre l'arbitro viene dotato di una bomboletta spray con della schiuma per segnare la posizione del pallone e indicare la distanza minima a cui deve disporsi la barriera al momento di una punizione[7]
- Nel 2016 si è passati dalla "Condotta Gravemente Sleale" (CGS, un fallo che interrompe un'azione potenzialmente da gol), ad una distinzione fra "Stop a Promising Attack" (SPA, interruzione di un attacco promettente) e "Denying an Obvious Goal-Scoring Opportunity" (DOGSO, negare un'opportunità da gol evidente): così facendo viene espulso un calciatore solo se pone fine ad una chiara azione che avrebbe probabilmente portato a una rete. Viene inoltre annullata la cosiddetta "tripla sanzione": un difendente che causava un calcio di rigore, veniva espulso e squalificato per la giornata successiva; si va a preferire l'ammonizione nel caso in cui il fallo fosse "genuino" (non cattivo, ma con l'intento di raggiungere il pallone)[26]
- Nel 2018 viene approvato definitivamente ed entra quindi a far parte del regolamento, dopo la sperimentazione iniziata nel 2016 e terminata con l'utilizzo in Serie A, Bundesliga e Primeira Liga nella stagione 2017-2018, il Video Assistant Referee (VAR, assistente arbitro al video). Questa rivoluzione tecnologica[27] è un aiuto del quale l'arbitro può usufruire per prendere decisioni relative a quattro casistiche: espulsione diretta di un calciatore, assegnazione o meno di un calcio di rigore, convalidazione o annullamento di un gol (per fuorigioco o fallo nel corso dell'azione) e scambio d'identità (se l'arbitro avesse sanzionato il giocatore sbagliato)[28][29][30]
- Nel 2018 è stata introdotta anche la possibilità per gli organizzatori delle competizioni di permettere l'effettuazione di una quarta sostituzione, nel caso di disputa dei tempi supplementari. Questa regola è stata applicata per la prima volta nel Mondiale 2018.
- Nel 2019 vengono introdotte diverse norme per contrastare le perdite di tempo, ma anche a favorire un gioco più corretto e spettacolare[31]: tra le più sostanziali, viene cambiato il calcio di rinvio, nel quale il pallone viene considerato in gioco dal momento del tocco e può essere giocato anche dentro l'area.[32] Vengono anche introdotti i cartellini anche per allenatore e staff[33], sparisce la "palla contesa" in caso di interruzione, ove l'arbitro consegnerà direttamente la palla alla squadra che aveva il possesso[34] e viene introdotto il divieto di ostacolo della barriera nei calci di punizione.[35] Per velocizzare il gioco poi, un calciatore sostituito dovrà lasciare il campo dal punto più vicino della linea di fondo o laterale[36][37]
- Nel 2020, a causa della pandemia di COVID-19, viene data la possibilità di aumentare le sostituzioni a cinque (sei se la gara si protrae ai tempi supplementari)[38], effettuabili con un massimo di tre interruzioni nel corso dell'incontro (si ha a disposizione una quarta interruzione nei tempi supplementari); non vengono contate come interruzioni le sostituzioni effettuate tra primo e secondo tempo regolamentare, prima dell'inizio dei tempi supplementari e tra primo e secondo tempo supplementare.[39][40]
- Nel 2022 la norma temporanea relativa alla possibilità di effettuare cinque sostituzioni, già prorogata due volte ed estesa fino a dicembre 2022, viene inserita in modo permanente nel regolamento (regola 3); vengono confermate le modalità già previste dalla regola provvisoria.[41]

### Proposte non approvate
- Nel 2009 l'ordinario 123º Incontro Generale dell'IFAB, si è tenuto a Newcastle, nella Contea di Down. All'esame del consesso è stata sottoposta l'idea formulata dalla Federazione Nordirlandese, relativa all'introduzione dell'"espulsione temporanea", sul modello del rugby, il cosiddetto "cartellino arancione". La proposta, insieme a tutte le altre presentate in quell'occasione, è stata bocciata[42]
- Sabato 6 marzo 2010 l'ordinario 124º Incontro Generale si è tenuto a Zurigo.[43] Nel corso della riunione sono state bocciate alcune proposte: quella italiana delle "telecamere in tribuna" o "sui montanti della rete", per stabilire se il pallone varca completamente la linea di porta; quella del pallone dotato di microchip integrato, per stabilire se abbia varcato la linea di fondo (o di porta). Al termine della riunione, il segretario dell'IFAB Jerome Valcke ha dichiarato che è stato deciso di "vietare l'ingresso della tecnologia sui campi di calcio".[44][45][46]